# Biatlon op de Paralympische Winterspelen 1998
De VIIe Paralympische Winterspelen werden in 1998 gehouden in Nagano, Japan. België nam geen deel aan deze Paralympische Spelen.
De biatlon staat sinds 1988 op het programma van de Paralympische Winterspelen. De sport staat onder auspiciën van de Internationaal Paralympisch Comité (IPC). Biatlon is een sport voor sporters met een lichamelijke handicap aan verschillende ledematen.
Bij de mannen werd er gestreden in acht verschillende klassen en bij de vrouwen in twee verschillende klassen.
Er werd voor Nederland één bronzen medaille behaald door Marjorie van de Bunt op de 7.5 km LW2-4,6/8,9.

## Mannen

### 7.5 km B1
| Rank | Naam         | Land | Tijd    | Gemiste schoten |
| ---- | ------------ | ---- | ------- | --------------- |
| 1    | Wilhelm Brem | GER  | 29:12.2 | 0               |
| 2    | Oleh Munts   | RUS  | 37:17.1 | 4               |
| 3    | Udo Hirsch   | GER  | 38:08.4 | 3               |

### 7.5 km B2
| Rank | Naam            | Land | Tijd    | Gemiste schoten |
| ---- | --------------- | ---- | ------- | --------------- |
| 1    | Frank Hoefle    | GER  | 24:41.1 | 0               |
| 2    | Torbjoern Ek    | SWE  | 27:10.4 | 2               |
| 3    | Adrian Mosimann | SUI  | 27:17.2 | 1               |

### 7.5 km B3
| Rank | Naam                   | Land | Tijd    | Gemiste schoten |
| ---- | ---------------------- | ---- | ------- | --------------- |
| 1    | [[Alexander Schwarz]]  | GER  | 25:56.3 | 2               |
| 2    | Miroslav Jambor        | SVK  | 32:01.0 | 6               |
| 3    | Alexandre Nassarouline | RUS  | 32:09.2 | 9               |

### 7.5 km LW2,3,4,5/7,9
| Rank | Naam                 | Land | Tijd    | Gemiste schoten |
| ---- | -------------------- | ---- | ------- | --------------- |
| 1    | Andre Favre          | FRA  | 26:28.4 | 0               |
| 2    | Axel Hecker          | GER  | 30:32.7 | 0               |
| 3    | Kalervo Pieksaemaeki | FIN  | 27:43.6 | 0               |

### 7.5 km LW6/8
| Rank | Naam             | Land | Tijd    | Gemiste schoten |
| ---- | ---------------- | ---- | ------- | --------------- |
| 1    | Thomas Oelsner   | GER  | 26:43.2 | 0               |
| 2    | Emmanue Lacroixl | FRA  | 27:18.3 | 0               |
| 3    | Andreas Hustveit | NOR  | 28:05.6 | 1               |

### 7.5 km LW10
| Rank | Naam              | Land | Tijd    | Gemiste schoten |
| ---- | ----------------- | ---- | ------- | --------------- |
| 1    | Alexander Brunet  | FRA  | 37:28.4 | 0               |
| 2    | Eiji Nozawa       | JPN  | 38:01.3 | 1               |
| 3    | Mikhail Terentiev | RUS  | 39:04.9 | 0               |

### 7.5 km LW11
| Rank | Naam              | Land | Tijd    | Gemiste schoten |
| ---- | ----------------- | ---- | ------- | --------------- |
| 1    | Walter Widmer     | SUI  | 30:47.7 | 0               |
| 2    | Oliver Anthofer   | AUT  | 34:47.6 | 1               |
| 3    | Didier Riedlinger | FRA  | 34:50.6 | 1               |

### 7.5 km LW12
| Rank | Naam             | Land | Tijd    | Gemiste schoten |
| ---- | ---------------- | ---- | ------- | --------------- |
| 1    | Michael Weymann  | GER  | 32:11.5 | 2               |
| 2    | Bruno Zimmermann | GER  | 33:42.0 | 1               |
| 3    | Teuvo Ojala      | FIN  | 35:16.2 | 4               |

## Vrouwen

### 7.5 km B1
| Rank | Naam               | Land | Tijd    | Gemiste schoten |
| ---- | ------------------ | ---- | ------- | --------------- |
| 1    | Verena Bentele     | GER  | 38:20.1 | 2               |
| 2    | Irina Selivanova   | RUS  | 44:27.7 | 5               |
| 3    | Anne-Mette Bredahl | DEN  | 44:37.7 | 8               |

### 7.5 km B2-3
| Rank | Naam               | Land | Tijd    | Gemiste schoten |
| ---- | ------------------ | ---- | ------- | --------------- |
| 1    | Miyuki Kobayashi   | JPN  | 34:16.2 | 1               |
| 2    | Gabriele Berghofer | AUT  | 37:16.6 | 3               |
| 3    | Susanne Wohlmacher | GER  | 38:30.6 | 4               |

### 7.5 km LW2-4,6/8,9
| Rank | Naam                 | Land | Tijd    | Gemiste schoten |
| ---- | -------------------- | ---- | ------- | --------------- |
| 1    | Theres Huser         | SUI  | 37:44.1 | 1               |
| 2    | Anne Floriet         | FRA  | 36:43.1 | 0               |
| 3    | Marjorie van de Bunt | NED  | 36:16.5 | 2               |

### 7.5 km LW10-12
| Rank | Naam               | Land | Tijd    | Gemiste schoten |
| ---- | ------------------ | ---- | ------- | --------------- |
| 1    | Ragnhild Myklebust | NOR  | 32:09.0 | 1               |
| 2    | Tamara Kulynych    | UKR  | 44:36.3 | 4               |
| 3    | Olena Akopyan      | UKR  | 45:31.9 | 3               |

## Deelnemende landen Biatlon 1998
- GER
- RUS
- GBR
- JPN
- SWE
- SUI
- FRA
- AUT
- KAZ
- DEN
- SVK
- FIN
- UKR
- EST
- NED
- CAN
- POL
- BLR

Alpineskiën · Biatlon · Langlaufen · Priksleeën · Sledgehockey
1988 · 1992 · 1994 · 1998 · 2002 · 2006 · 2010 · 2014 · 2018